# Raad van de Waterstaat
De Raad van de Waterstaat was een onafhankelijk Nederlands adviescollege voor regering en parlement
De raad heeft bestaan van 1951 tot 1992. De adviestaken werden per 1 oktober 1992 overgenomen door de per die datum ingestelde Raad voor Verkeer en Waterstaat, die in 2012 is opgegaan in de Raad voor de leefomgeving en infrastructuur.